# Теодор Хербез
Гроф Теодор Хербез (Херцеговина, 1790 – Београд, 9/10. III 1866) био је српски официр и политичар. Хербез је био министар финансија (попечитељ) и члан Државног савета.

## Биографија
Његов отац држао је трговину у Београду, пре Првог српског устанка. Теодор је одрастао у Земуну. Правне науке и докторат завршио је у Италији, у Падови. По завршеним студијама прешао је у царску Русију, где је заузимао положај у државној администрацији и стекао виши војни чин. Бавио се Теодор 1831. године у Кишењеву у Молдавији. За своје заслуге, од руског двора добио је титулу Грофа - кавалира. Носилац је руског Ордена Св. Станислава II степена. Као великог родољуба срце га је вукло да се врати међу Србе.
Вратио се у Београд 1834. године. Као богатог и ретко школованог човека (доктора права) позвао га је кнез Милош да дође у Крагујевац. Гроф Хербез се преселио из Београда у Шумадију. Био је врло амбициозан човек увек спреман за рад, и пред кнеза је просперирао. Као привремени "шеф" војеног попечитељства уселио се са својом канцеларијом 1835. године у Топаловићеву кућу, где је пре митрополит становао. Постао је члан Државног савета 1835. године. Био је члан осме депутације Србије, која је 25. фебруара 1835. године ишла у Цариград, код султана. Учествовао је раду Школске комисије за реформу српских школа 1836. године. Он је по другом повратку кнеза Милоша и "попечитељ финансија" Србије.
У време буне против као присталица кнеза Михајла морао је да избегне из Србије. Као емигрант, Гроф Хербез 1842. године живи привремено у Новом Саду. Нашао се јуна 1843. године у Земуну, међу бројним незадовољницима. По повратку у Србију, када је установљена нова власт, ухапшен је и провео пола године затворен у Крагујевцу. Апелациони суд га је ослободио сваке кривице па је пуштен из тамнице.
За време кнеза Михајла, већ времешни Гроф Хербез је опет на високом положају. Постао је шеф кнежеве канцеларије и државни саветник, по други пут. Пензионисан је новембра 1860. године као "попечитељ" (министар) финансија Кнежевине Србије.
Почасни је члан Друштва српске словесности од 3. I 1851. године. Почасни је члан Српског ученог друштва наименован 29. VII 1864.

### Мала госпојаЈеленка
Живео је доктор Хербез у Београду у елитној Господској улици (данашња Бранкова), у кући "од тврдог материјала", коју је добио у мираз, од кнеза Милоша 1835. године. Намештај је набавио у Бечу, од истог мираза. Био је ожењен од лета 1835. године Јеленком, званом Милошева "Мала госпоја", у коју је био дуго заљубљен. Лепа Јеленка је била пореклом Туркиња, и у Србију је по предању, дошла као робиња. Држао ју је првобитно у свом харему, српски војвода Миленко Стојковић. После протеривања Миленковог, удала се за хајдука Влаха Гицу. Касније је ангажована да буде васпитачица кћери кнеза Милоша Обреновића. Постала је убрзо љубавница кнежева, којем је марта 1826. године родила ванбрачног сина Гаврила. Тада она постаје друга Милошева жена; Љубица је била прва, називана "Велика госпоја" а Јеленку, која је уживала велики углед и значајну моћ код Кнеза звали су ”Мала госпоја”. Кнез ју је водио свуда са собом, издржавао о државном трошку. Након Милетине буне 1835. године, Милош је намерио је да уда своју 38. осмогодишњу "милосницу", а био је женик пред њим - Гроф Хербез. Кнез Милош га је као и друге сараднике потцењивао, подругљиво називао Глуваћ. Теодор је међутим годинама тајно, бојећи се кнеза, жудео за лепом (владаревом љубавницом) Јеленком. Младожењи такође времешном, поред сваког задовољства и лепе куће, припало је око 40.000 гроша мираза, за разне трошкове. Супружници Хербези су живели лепо и задовољно у Београду, а у њиховом дому су била честа мешовита посела. Како нису имали деце, усвојили су њену сиротицу Српкињу из Аустрије - Јелену, чији су родитељи страдали од Мађара 1848. године. Постоји и теорија да је Јелена била ћерка Кнеза Милоша и Јеленке. Када је стасала Јелена, постала је узорном супругом великог српског државника Јеврема Грујића. На земљи коју је Јелена донела у мираз, изграђено је здање данас познато као Дом Јеврема Грујића. Данашњи потомци су породице Цонић, Шећеровић и Наумовић.